# Annibaldo Annibaldi
Annibaldo Annibaldi della Molara (Roma, 1220 – Orvieto, 1272) è stato un cardinale e teologo italiano.

## Biografia
Domenicano e nipote di Riccardo Annibaldi, fu docente di Teologia a Parigi dal 1259, città in cui strinse un forte legame con San Tommaso d'Aquino ma, tornato a Roma nel 1262, fu elevato al rango di cardinale col titolo dei Dodici Apostoli.
Partecipò al celebre e lunghissimo conclave viterbese che elesse papa Gregorio X.

## Opere
- Commentarium in IV. libros Sententiarum ad Hannibaldum, Basilea, N. Keser, 1492.